# Egérút (film, 1999)
Az Egérút 1999-ben bemutatott magyar 2D-s számítógépes animációs film, amelyről egy manóról és egy egérről szól. A rajzfilmet az 1986-os Macskafogó alkotói készítettek el. Az animációs játékfilm rendezője Ternovszky Béla, producere Kunz Román. A forgatókönyvet Nepp József írta, a zenéjét Pethő Zsolt szerezte. A mozifilm a Stúdió 2 Kft. gyártásában készült, az InterCom Zrt. forgalmazásában jelent meg.
Magyarországon 1999. december 16-án mutatták be a mozikban.

## Cselekmény
Csipisznek, a cirkuszi egérnek elege lesz a vándorcirkusznál végzett munkájából. Megalázónak érzi, hogy szürke szőrét fehérre festik minden nap, és a bűvész egy kalapból ráncigálja elő a farkánál fogva. Ezért elhatározza, hogy megszökik a Titán Cirkusztól. Egy körömreszelő segítségével kiszabadul ketrecéből, elbúcsúzik kollégáitól, Napóleontól, a nyúltól és Matildkától, a galambtól, bár ők igyekszenek rábeszélni a maradásra és a művészet iránti elkötelezettségről beszélnek. Tél lévén a kinti élet veszélyes egy város egér számára. Csipisz azonban nem mond le a szabadságáról és kisurran útközben a lakókocsiból, amit lovak húznak a havas tájon. Az első éjszaka majdnem elkapja egy bagoly (amit ő keselyűnek hisz). Beleesik a patakba, és csuromvizes lesz. Már majdnem megfagy, amikor fényt lát egy házikóból kiszűrődni. Csiperke, a manó háza az. Csiperke kimegy havat seperni, mert attól tart, hogy reggelre annyi hó lesz, hogy ki sem tud menni a házából. Hóval betemetve észreveszi az egeret, amiben már alig van élet. Csiperke (aki nem sokkal nagyobb az egérnél) beviszi a házba és a kandallónál melegíteni kezdi, majd egy kis italt tölt a szájába. Az egér hirtelen magához tér és bőbeszédűen fecsegni kezd, amire a manó egy-egy szóval válaszol.
Másnap, hogy hasznossá tegye magát (és megszolgálja a reggelit) az egér elsepri a ház elől a havat és hóembert épít belőle, amit a manó alakjára formáz, még hosszú, lelógó bajuszt is csinál neki és levélből egy kalapot.
A manót ez nem hatja meg, és elmegy az egérrel egy közeli egértanyára, hátha ott el tudják szállásolni tavaszig. Ott az egérpáron és Gyöngyszemen, egy nagyobbacska egérlányon kívül rengeteg apró egér szaladgál, játszik, így hely hiányában nem tudják fogadni Csipiszt.
Hazafelé menet egy fa tetejéről egy nagy fekete macska támadja meg őket, Csiperke azonban hirtelen farönkké változik és Csipiszt a belsejébe zárva védi a macskától, ami a fa kérgét tudja csak lekaparni. Amikor a macska távozik, Csiperke visszaváltozik manóvá. Csipiszt, cirkuszi egér lévén, elbűvöli a „mutatvány”, és annak titkáról kérdezi a manót, az azonban maga sem tudja, hogyan csinálja; ha veszély van, ez történik vele.
A krumplileves készítéséhez Csipisz választhat, hogy ő mit fog hozni: vizet vagy fát, Csipisz a vizet választja. Tél lévén a patak vize be van fagyva, ezért egy fejszével jeget aprít, amit egy vödörben a házba visz. A patak jegén eközben egy sárga mellényes cinke korcsolyázik. Csiperke közben fát vág. Mivel Csipisz sálja, amit a patak partján ledobott, keményre fagyott, ezért a kandallónál a kondér fölé akasztja. Amikor azonban a sál kiolvad, beleesik a levesbe. Csiperke így nem hajlandó megenni a levest, Csipisz azonban bekanalazza. Kiderül, hogy Csiperke 342 éves. A leves főzése előtt megmutatja Csipisznek, hogyan kell felaprítani a fát.
Eközben az erdő másik pontján Dromó, a macska beszámol gazdájának róla, hogy egy igazi háziegeret látott, ami ráadásul fehér. Gazdáját, Minit (az erdő gonosz varázslónője, aki azonban tündérnek szereti nevezni magát) lázba hozza a dolog, mert így meglenne a hat egér a szánkójához. Tervet dolgoz ki az egér megszerzésére.
Csipisz arról kérdezgeti Csiperkét, mit szokott szórakozásként csinálni, a manó azonban nem érti a dolgot. Szerinte az idő magától is telik. Csipisz ezért először bemutatja neki, mi az a „nevetés” (Csiperke leönti egy vödör vízzel, mert azt hiszi, hogy az egér rosszul van), majd Csipisz lantot készít és néhány dalt ad elő. Csiperkére látszólag nem hat a dolog, ezért az egér kimegy panaszkodni a hóembernek Csiperke érzéketlenségéről és egy szomorú dalt ad elő neki, amitől a hóember szeméből kicsordul a könny. A dalt véletlenül Gyöngyszem is hallja, aki megtapsolja a produkciót. Édesanyja egy pogácsát küldött Csipisznek, amit ő azon nyomban be is fal. Gyöngyszemnek rohannia kell haza, búcsúzóul egy puszit nyom Csipisz orrára.
Csipisz söprögetni kezd a házban, azonban véletlenül a manó egyetlen tányérját lesöpri az asztalról, ami összetörik.
Másnap reggel Dromó érkezik Csiperkéhez azzal az ajánlattal, hogy Csiperke adja oda nekik Csipiszt, úrnője, Mini pedig cserébe egy fényűző házat épít a manónak. A manó elutasítja az ajánlatot.
Mini számított erre, ezért másnap a boszorkány akcióba lendül a macskája nyakán lovagolva. Első lépésként a korcsolyázó cinke közelébe mennek, akinek egy lézerszerű sugárral eltöri a lábát. Értesíti Cinkeasszonyságot az esetről (a saját szerepét elhallgatva). Cinkeasszonyság Csiperkéhez repül, mivel a manó ért a törött láb helyrerakásához. Csipisz is menni akar segíteni, Csiperke azonban megtiltja neki, hogy elhagyja a kunyhót (mivel tisztában van az egérre leselkedő veszélyekkel). Mini és macskája Csiperke kunyhójához mennek, ahol varázslat segítségével Dromó felveszi Gyöngyszem alakját (csak a szeme marad sárga, Gyöngyszem kék szeme helyett), Mini pedig a háttérben marad. „Gyöngyszem” segítséget kér Csipisztől, mert a kosárkája beleesett a patakba, és anyja nagyon megharagszik, ha anélkül megy haza. Csipisz eleinte nem akar menni, később azonban rááll. Mivel éppen csak kilépett a házból, az ajtaját nyitva hagyta. Mini ezt kihasználva egy újabb „lézeres” varázslás segítségével e tűzhelyről egy parazsat az ágy  alá tesz, ami kigyullad. Mini fütyül a macskájának, ami hirtelen eltűnik Csipisz mellől és visszaváltozik macskává. Csipisz ekkor jön rá, hogy varázslás lehet a dologban, és mire hazaér, a kunyhó lángokban áll. Hiába próbálja hógolyókkal oltani a tüzet, a ház leég. A manó hazaér és igen megharagszik, majd elvonszolja Csipiszt a boszorkányhoz. Az egérért cserébe azt kéri, hogy építse újjá a házát, amit Mini némi köntörfalazás után egy újabb varázslással meg is tesz. Csipisz ott marad láncra verve, még lakat is kerül a szájára, hogy ne tudjon beszélni. Itt a Rosinante nevet kapja és egy rózsaszín szalagot a hajába.
Másnap a boszorkány boldogan húzatja a szánját a hat egérrel, és egy ostorral folyamatosan üti őket. Gyöngyszem teregetés közben megdöbbenve nézi a szánt és a szánhúzó egerek között Csipiszt. Csiperke tükörtojást reggelizik, mint első alkalommal, amikor az egér hozzá került. Az egérnek önkéntelenül is odakészít néhány magot, majd rájön, hogy már nincs vele az egér. Csiperkét 
Gyöngyszem keresi fel és Csipisz felől érdeklődik. Gyöngyszem szerint Csipisz nem gyújthatta fel a házat, hiszen ő is ott lakott. Csiperkének eszébe jut az egér éneklése. Este kimegy a hóemberhez, ekkor találkozik az egérszomszéddal, aki egy makkot cipel hazafelé a vacsorához. Az egérpapa elmondja neki, hogy Gyöngyszem el akar menni a boszorkányhoz, hogy inkább őt tartsa fogva és engedje el Csipiszt. Megjegyzi azt is, hogy gyanús a ház kigyulladása és nem kellett volna olyan gyorsan odaadni az egeret a boszorkánynak. Az éjszaka közepén, mivel nem tud aludni, Csiperke kimegy a hóemberhez és az váratlanul megszólal. A hóember, saját elmondása szerint pont olyan, mint Csiperke, csak éppen jégből van a szíve. A hóember elmondja, amit látott: „odajött egy világító szemű egérlány, és elhívta az egeret. Egy parázs kiemelkedett a tűzhelyből és ráesett az ágyadra. Aztán felcsaptak a lángok.” Csiperke ebből rájön, hogy varázslással rászedték.
Mini és bogár barátnői az új fogatot ünneplik, Dromó a lemezlovas. Csiperke csalással vádolja a boszorkányt, és az egeret követeli. Mivel a boszorkány nem akarja visszaadni az egeret, Csiperke bíróság elé viszi az ügyet, ahol Zuzmó manó a bíró.
A bíróság padsoraiban az erdő állatai mind jelen vannak (köztük vannak nem erdei állatok is, mint pl. kacsa, teknős). Mini meglepődik, amikor Csiperke azt állítja, hogy van egy tanú, aki mindent látott, és behúzza a terembe a hóembert. Zuzmó bíró többször jelzi, hogy hideg van a teremben. A hóember érdemi vallomása előtt Mini ajánlkozik, hogy ő majd meleget csinál, és tűzvarázslással veszi körbe a hóembert, aki ennek hatására gyorsan elolvad, így nem tud vallomást tenni.
A tárgyalás véget ér, ám mielőtt Mini diadalmasan távozna a macskájával, a bíró új eljárást jelent be „élőlény szabadságának korlátozása ügyében”. Ebben elrendeli, hogy Csipiszt engedje szabadon a boszorkány (valamint a többi szánhúzó egeret is, bár arra lehetőséget ad, hogy szabályos munkaszerződést kössön velük). Csipisz pedig dönthet, hogy kivel akar maradni: Minivel (aki mindenféle jóval kecsegteti), vagy Csiperkével, aki csak azt tudja felajánlani, amit eddig is adott az egérnek, mivel ő nem tud varázsolni. Amikor a bíró megkérdezi, hogy miért ragaszkodik az egérhez, azt feleli, hogy hiányzik neki a bolondozása. Csipisz boldogan rohan Csiperkéhez és a nyakába akaszkodik.
Csiperke házában karácsony ideje van, ahol „megérkezett a denevér”. Megajándékozzák egymást. Csiperke mellett ott van Gyöngyszem is. Csiperke bölcsőket ajándékoz nekik. Csiperke elmondja a hóembernek, mi mindenre tanította őt Csipisz.

## Alkotók
- Rendezte: Ternovszky Béla
- Dialóg rendező: Szabó Kálmán
- Írta: Nepp József
- Zenéjét szerezte: Pethő Zsolt
- Operatőr: Klausz András
- Hangmérnök: Nyerges András Imre
- Szinkron hangmérnök: Kiss László
- Hangmester: Cornides Tamás
- Tervezte: Albert Barbara, Eszes Hajnal, Király László, Kovács Gábor, Szabó János, Táborita Ildikó, Tóth Zsuzsa, Újváry László
- Figuratervezők: Szórády Csaba, Ternovszky Béla
- Látványtervezők: Nepp József, Ternovszky Béla
- Vezető tervezők: Foky Emmi, Nyírő Erzsébet
- Háttér: Farkas Bea, Salfay Tibor
- Rajzolták: Czigány Enikő, Detre Tibor, Farkas Ildikó, Gyarmathy Ildikó, Imre Mária, Kovács Magda, Nyulász Melinda, Polyák Zita, Reisinger Andrea
- Kihúzók és kifestők: Álmos Gabriella, Augusz Nikolett, Bódiné Istók Ágnes, Faddi Zsolt, Huszákné Szabó Éva, Kecskés Gabriella, Kovács Edit, Nánási Eta, Pálcás Szilvia, Páni Jánosné, Sárvári Mariann, Séfel Katalin, Szucsik Zoltán, Takács Edit, Tarbay Júlia, H. Tóbi Julianna, Tóth Veronika
- Asszisztens: Mészáros Piroska
- Rendezőasszisztens: Eleöd Bernadett, Polecsák Klára
- Színes technika: Bederna András
- Gyártásvezető: Ács Karola
- Produkciós vezető: Kunz Román, Peter E. Klenner

- Keverés: Mafilm Audio Kft.
- Dialógfelvétel: Magyar Rádió
- Gyártó: Stúdió 2 Kft.

## Szereplők
- Csipisz, az egér: Paudits Béla
- Csiperke, a manó (és a hómanó): Mádi Szabó Gábor
- Mini, a rossz tündér: Schubert Éva
- Dromó, Mini macskája: Vass Gábor
- Napóleon, a nyúl: Kézdy György
- Matildka, a galamb: Margitai Ági
- Gyöngyszem: Csűrös Karola
- Gyöngyszem apja: Pathó István
- Gyöngyszem anyja: Szekeres Ilona
- Zuzmó, az erdő bírája: Kun Vilmos
- Mitesszer, Mini százlábú barátnője: Pálos Zsuzsa
- Pöfi, Mini cserebogár barátnője: Bakó Márta
- Adalbert, a cinke fiú: Szabó Zsuzsa
- Cinke asszony, Adalbert anyja: Vay Ilus
- Írnok: Schwimmer János
- Cirkuszigazgató: Juhász Tóth Frigyes
- Badzsa Maharadzsa, a bűvész: Harsányi Gábor
- Fekete rigó úr: Verebes István
- Róka úr: Végh Péter
- Nyúlmama: Bókai Mária

## Fogadtatás
Bodoky Tamás, a Magyar Narancs kritikusa túl hosszúnak és részletesnek tartja a bevezetőt Bársony Éva, a Népszava kritikusa szerint „Ternovszky és Nepp szellemi tőkével, kreativitással pótolják az anyagi hiányt.” Hozzáteszi: „az Egérút szeretetpártisága az egyértelmű érzelmi azonosulás lehetőségét ajánlja fel a nézőjének.”
A filmkultura.hu által összegyűjtött kritikák részletei:
Filmvilág, 1999/12., Muhi Klára: „az egér fecsegése a filmre nézvést veszélyes dramaturgiai fék”
Napi Magyarország, 1999.12.15., Péczely Dóra: „A mesefilm ... nem számítógéppel készült, figurái egyszerűek és karakteresek, a szinkronhangok remekül vannak kiválasztva. A történetmondás komótos, mint a népmeséké.”
Népszabadság, 1999. 12. 17., Veress József: „méltányolva a hangalakítások bravúrjait (Paudits Béla, Mádi Szabó Gábor, Schubert Éva élvezettel jópofáskodnak), szerény eredményről számolhatunk be.”
Magyar Nemzet, 1999.12.23., Szabolcs Imre: „A nézőtéren ülő apróságok fészkelődése jelzi, hogy a tempó talán túlságosan is nyugodt...
... Kevés a humor a párbeszédekben.”
Magyar Hírlap, 1999.12.16., Gervai András: „A konfliktus kibontása, a cselekmény bonyolítása ... egyre döcögősebb, kiütköznek a konstrukciós hibák, dramaturgiai következetlenségek, logikátlanságok ...”

## Televíziós megjelenések
HBO, M1 